# Lunga Point

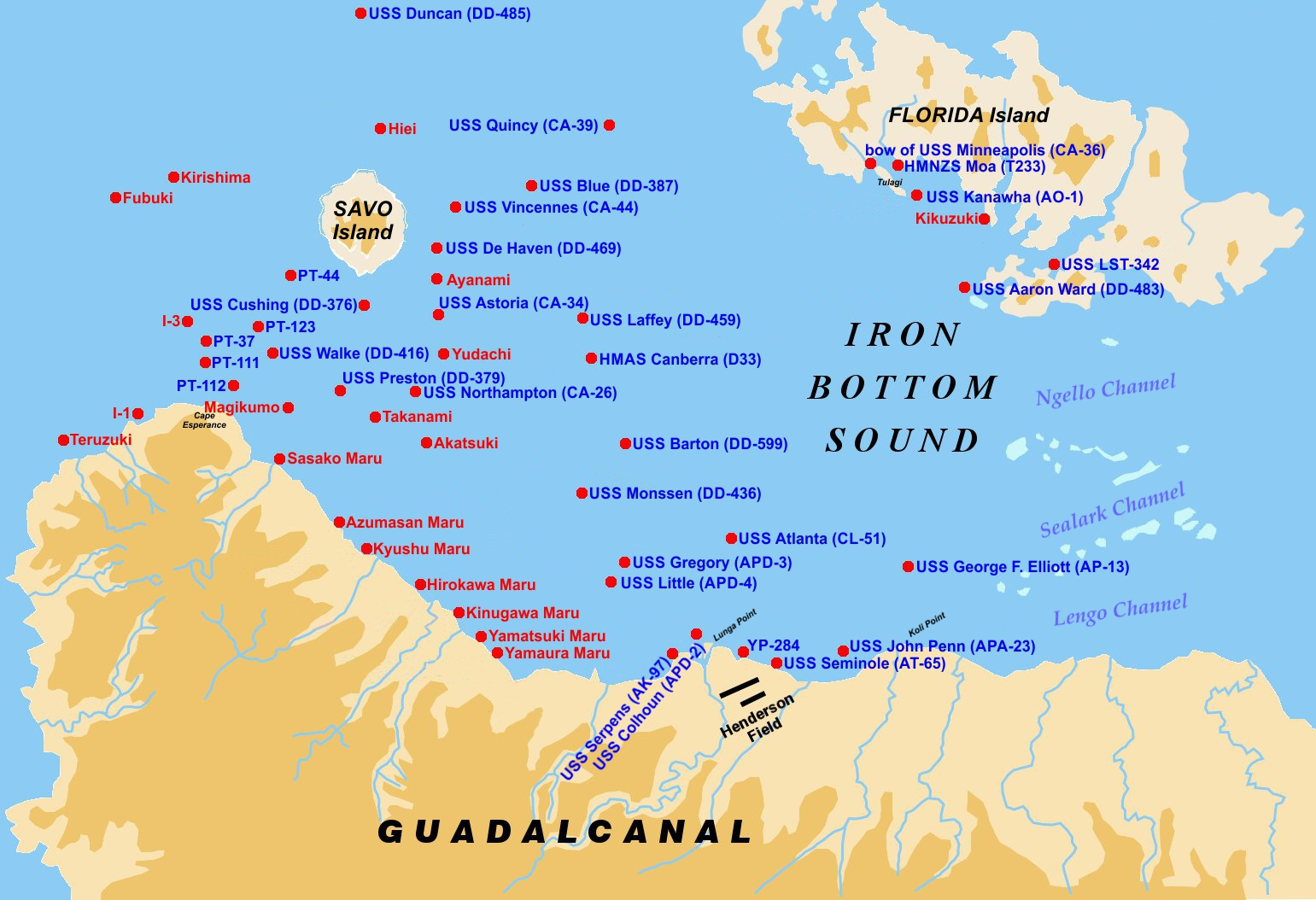
Karta över Ironbottom Sound och omkringliggande vatten och öar.

Lunga Point är en udde på Guadalcanals norra kust och platsen för ett sjöslag under andra världskriget. Det var också namnet på det närbelägna flygfältet, senare omdöpt till Henderson Field.
20 000 amerikanska marinkårssoldater landsteg vid Lunga Point den 7 augusti 1942 för att erövra flygfältet som hade börjat byggas av den Kejserliga japanska armén, före den skulle kunna göras stridsklar under Guadalcanalkampanjen.